# FIFAフットサル女子ワールドカップ
FIFAフットサル女子ワールドカップ（フィファフットサルじょしワールドカップ、英: FIFA Futsal Women's World Cup）は、国際サッカー連盟（FIFA）が主催する、ナショナルチームによる女子フットサルの世界選手権大会である。開催時期は女子W杯の中間年の4年毎開催。
2022年12月カタールで行われたFIFA評議会で承認。第一回大会は2025年に実施予定。

## 結果
| 開催年      | 開催国     | 決勝戦 | 決勝戦 | 決勝戦 | 3位決定戦 | 3位決定戦 | 3位決定戦 |
| 開催年      | 開催国     | 優勝   | スコア | 準優勝 | 3位       | スコア    | 4位       |
| ----------- | ---------- | ------ | ------ | ------ | --------- | --------- | --------- |
| 2025年 詳細 | フィリピン |        |        |        |           |           |           |